# Olof af Hällström
Olof Eliel af Hällström, född 10 oktober 1916 i Karis, död 2 december 1990 på Sveaborg, var en finlandssvensk arkeolog och museichef.
Olof af Hällström, som var son till prosten Jakob Eliel af Hällström och Nina Amanda Rehnberg, blev student 1935, filosofie kandidat 1943 och filosofie magister 1950. Han deltog i interskandinaviska Vallhagarutgrävningen på Gotland 1946–1947. Han var biträdande amanuens vid Nationalmuseum i Helsingfors 1949–1951 och intendent för Sveaborgs museum från 1951. Han var sekreterare i Samfundet Ehrensvärd från 1952. Han skrev Karis socken I: Forntiden (1948), IV: Karis och Svartå kyrkor (1957), Hur Sveaborg kom till (1959) och var medarbetare i Pojo sockens historia I (1959).